# Louis-Michel le Peletier de Saint-Fargeau
Louis-Michel le Peletier, marquis de Saint-Fargeau, francoski politik in odvetnik, * 29. maj 1760, † 20. januar 1793.
Med francosko revolucijo je dal odločujoči glas za usmrtitev kralja Ludvika XVI..